# سریان
سریان، روستایی از توابع بخش اژیه شهرستان هرند در استان اصفهان ایران است.

## جمعیت
این روستا در دهستان کلیشاد قرار دارد و براساس سرشماری مرکز آمار ایران در سال ۱۳۸۵، جمعیت آن ۲۱۴ نفر (۶۳خانوار) بوده‌است.